# Mincha (comuna)
Mincha fue una de las comunas que integró el antiguo departamento de Illapel, en la provincia de Coquimbo.
En 1930, de acuerdo al censo de ese año, la comuna tenía una población de 9969 habitantes. Su territorio fue organizado por Decreto con Fuerza de Ley N.º 8.583 del 30 de diciembre de 1927, a partir del territorio de las Subdelegaciones 8.° Mincha, 9.° Canela y 15.° Huentelauquén (departamento de Petorca).

## Historia
La comuna fue creada por Decreto con Fuerza de Ley N.º 8.583 del 30 de diciembre de 1927, con el territorio de las Subdelegaciones 8.° Mincha, 9.° Canela y 15.° Huentelauquén (departamento de Petorca).
La ley N.º 18.715, como parte del proceso de regionalización impulsado por la dictadura militar chilena, suprimió la comuna y creó, en su lugar, la de Canela.